# David Schumacher
David Schumacher (Bergheim, 23 de outubro de 2001) é um automobilista alemão. Ele é filho do ex-piloto de Fórmula 1 Ralf Schumacher e sobrinho do sete vezes campeão mundial de Fórmula 1 Michael Schumacher.

## Carreira

### Cartismo
Schumacher começou a praticar cartismo em tenra idade, ao lado de seu primo Mick. A partir daí, ele competiu em vários campeonatos de cartismo, cujo destaque foi terminar como vice-campeão do Campeonato de DKM de 2017 para Dennis Hauger.

### Fórmulas inferiores
Em agosto de 2017, foi anunciado que Schumacher passaria para corrida de monopostos, competindo pela equipe de corrida de seu pai US Racing no Campeonato da Fórmula 4 ADAC de 2018. Em janeiro de 2018, ele fez sua estreia no Campeonato dos Emirados de Fórmula 4 com a Rasgaira Motorsports Team na segunda rodada da temporada. Conquistando três vitórias, Schumacher terminou a temporada como vice-campeão de Charles Weerts.
Na Fórmula 4 ADAC, uma série consistente de pontos marcados e oito vitórias do estreante fizeram Schumacher terminar em nono na classificação geral e conquistar o título de campeão estreante.

### Euróformula Open
Schumacher fez sua estreia na categoria, competindo nas duas últimas rodadas do campeonato de 2018 com a RP Motorsport.

### Campeonato Asiático de Fórmula 3 - Categoria de inverno
Em janeiro de 2019, Schumacher foi nomeado como parte da formação dos pilotos para os três carros da Pinnacle Motorsport para a disputa da categoria de inverno Campeonato Asiático de Fórmula 3.

### Campeonato de Fórmula 3 da FIA
Schumacher fez sua estreia no Campeonato de Fórmula 3 da FIA durante a oitava rodada da temporada de 2019, que foi disputada no Autódromo de Sóchi, pilotando para a equipe Campos Racing. Ele substituiu Alex Peroni, que estava se recuperando de uma lesão sofrida na primeira corrida da etapa de Monza.
Para a disputa da temporada de 2020, Schumacher se transferiu para a Charouz Racing System. Porém, após disputar as seis primeiras rodadas do Campeonato, em 19 de agosto de 2020, o piloto anunciou sua saída da equipe, com Schumacher sendo substituído na Charouz, pelo piloto protegido da SMP Racing, Michael Belov. Alguns dias depois, em 25 de agosto, a Carlin Buzz Racing anunciou que Schumacher substituiria Leonardo Pulcini a partir da sétima rodada.
Em 5 de fevereiro de 2021, foi anunciado que Schumacher havia sido contratado pela equipe Trident para a disputa do campeonato de 2021.
Em abril de 2022, foi anunciado que Schumacher retornaria à Charouz Racing System, equipe pela qual pilotou em 2020, para substituir Ayrton Simmons na rodada de Ímola. Ele largou em 29º e último em ambas as corridas, mas se recuperou para terminar em 18º e 12º nas corridas, respectivamente. Devido a compromissos no DTM, Schumacher foi substituído por Lirim Zendeli para a rodada Barcelona. Em Zandvoort, Schumacher fez sua segunda aparição na temporada com a Charouz, quando Christian Mansell retornou à sua de campanha principal na Eurofórmula Open. Schumacher mais uma vez voltou ao DTM que se chocou com o final da temporada realizado em Monza e foi substituído por Alessandro Famularo. Schumacher terminou o campeonato em 28º lugar na classificação geral, a melhor colocação dos pilotos que não participaram de todas as rodadas da temporada e ficando até mesmo à frente de alguns competidores em tempo integral.